# Amálie Millerová
Amálie Millerová, též Amalia Miller (1900–1980) byla polská evangelická diakonka českého původu.
Narodila se v české komunitě v Zelově. Ve varšavském reformovaném diakonátu získala diakonické a zdravotnické vzdělání. V roce 1933 se vrátila do rodného Zelova, kde vedla starobinec reformovaného sboru, jenž byl otevřen 19. listopadu 1933. Zároveň učila v nedělní škole. Roku 1945 se s rodinou odstěhovala do Liberce, kde pracovala jako zdravotní sestra.